# Țeniv, Kozova
Țeniv (în ucraineană Ценів) este o comună în raionul Kozova, regiunea Ternopil, Ucraina, formată numai din satul de reședință.

## Demografie
Componența lingvistică a comunei Țeniv
     Ucraineană (99,68%)
     Alte limbi (0,16%)
Conform recensământului din 2001, majoritatea populației comunei Țeniv era vorbitoare de ucraineană (99,68%), existând în minoritate și vorbitori de alte limbi.